# Herold

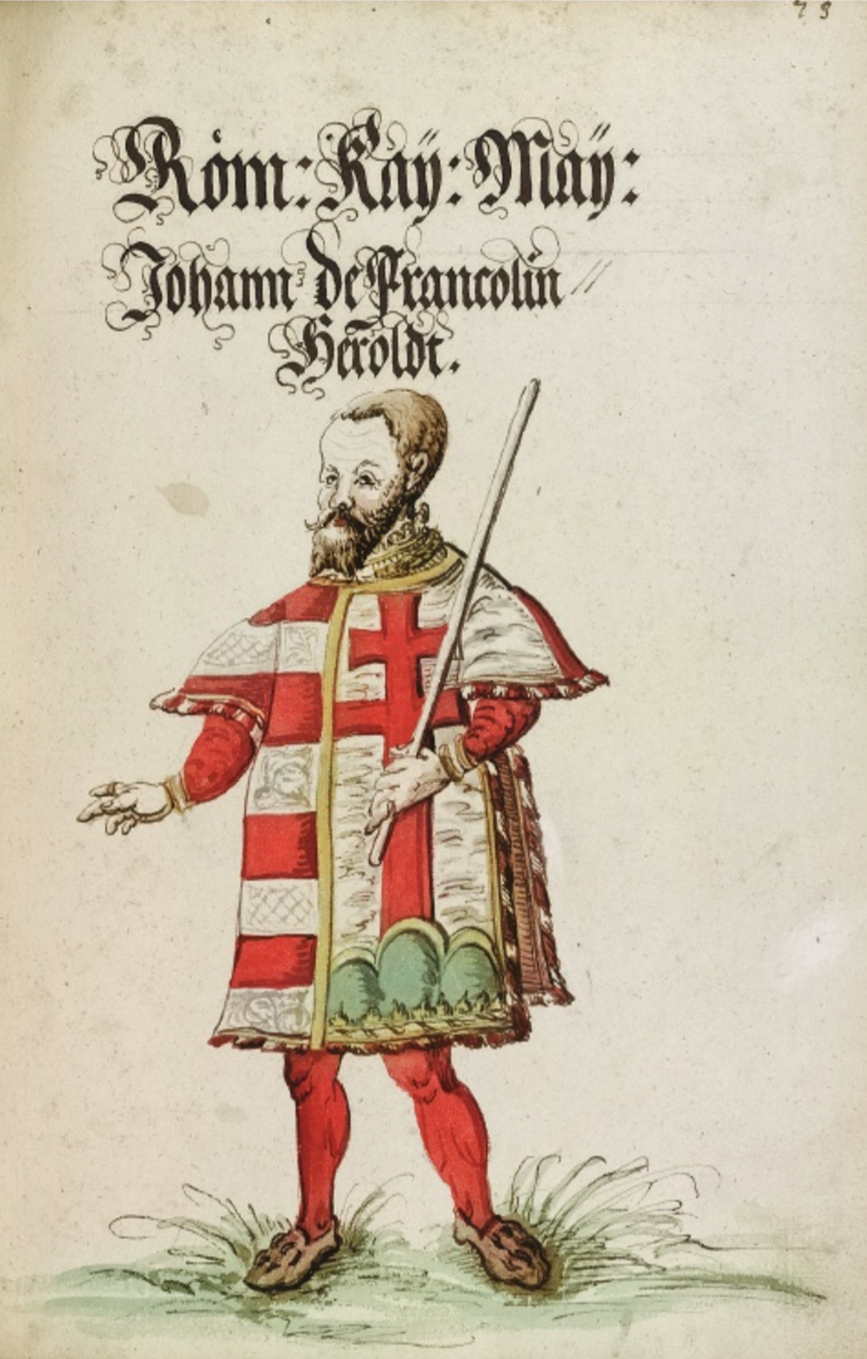
Magyar-Országi Heróld; melyjén az Ország' Tzimerét, kezébenn egy fejér páltzátskát, hordozva
Johann von Francolin magyar herold, kép egy prágai címerkönyvből, 1563

A herold a címerek nyilvántartásával, megrajzolásával, elbírálásával foglalkozó tisztségviselő. A címertan idegen neve, a heraldika is róluk kapta a nevét.

## Címertani szerepük
A heroldok tudásukat eredetileg titokban tartották és "művészetüket" csak gyakorlati szempontból fejlesztették, mely magában foglalta a tudás szóbeli átadását is a saját családjukon vagy szervezetükön belül. Amikor a pajzsokat már nem használták a csatában a heroldok kísérletet tettek arra, hogy "tudományukat" szabályokba foglalják és a művészet kezdett tudománnyá fejlődni. A heroldügyekkel kapcsolatos szabályokat és szokásokat a heroldjog foglalta össze. A heroldok fejlesztették ki a címertudomány alapelveit, azaz a címertani szakterminológiát, a nevezéktant, a címerábrák alapelveit, a mázak alaprendszereit, a címerszabályokat, a címerleírást (blason), a címerművészetet, azaz a címerek esztétikáját (mit nevezünk szabályos és antiheraldikus címernek), a címerjog első elemeit (ki és hogyan viselhet címert). A heraldikusok is a heroldok által lefektetett alapokon fejlesztették tovább a heraldikát, mely végül a 19. században a tudományos címertan kialakulásához vezetett.

## Történetük

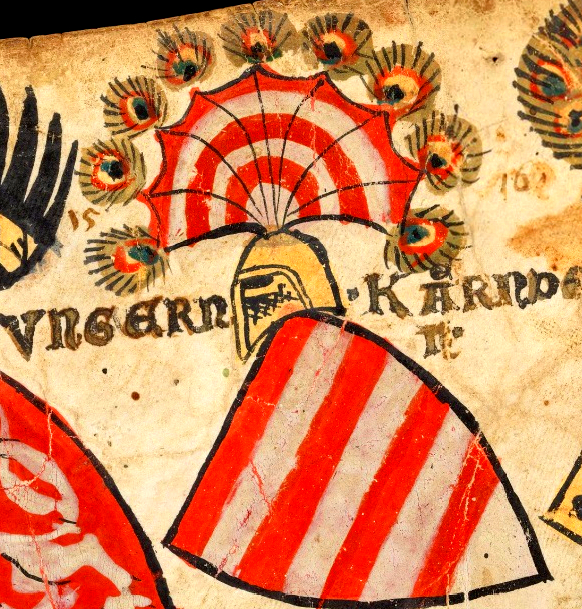
Magyarország címereként tartja számon a vörös-ezüst vágásokat az 1335 és 1345 között készült zürichi címertekercs is

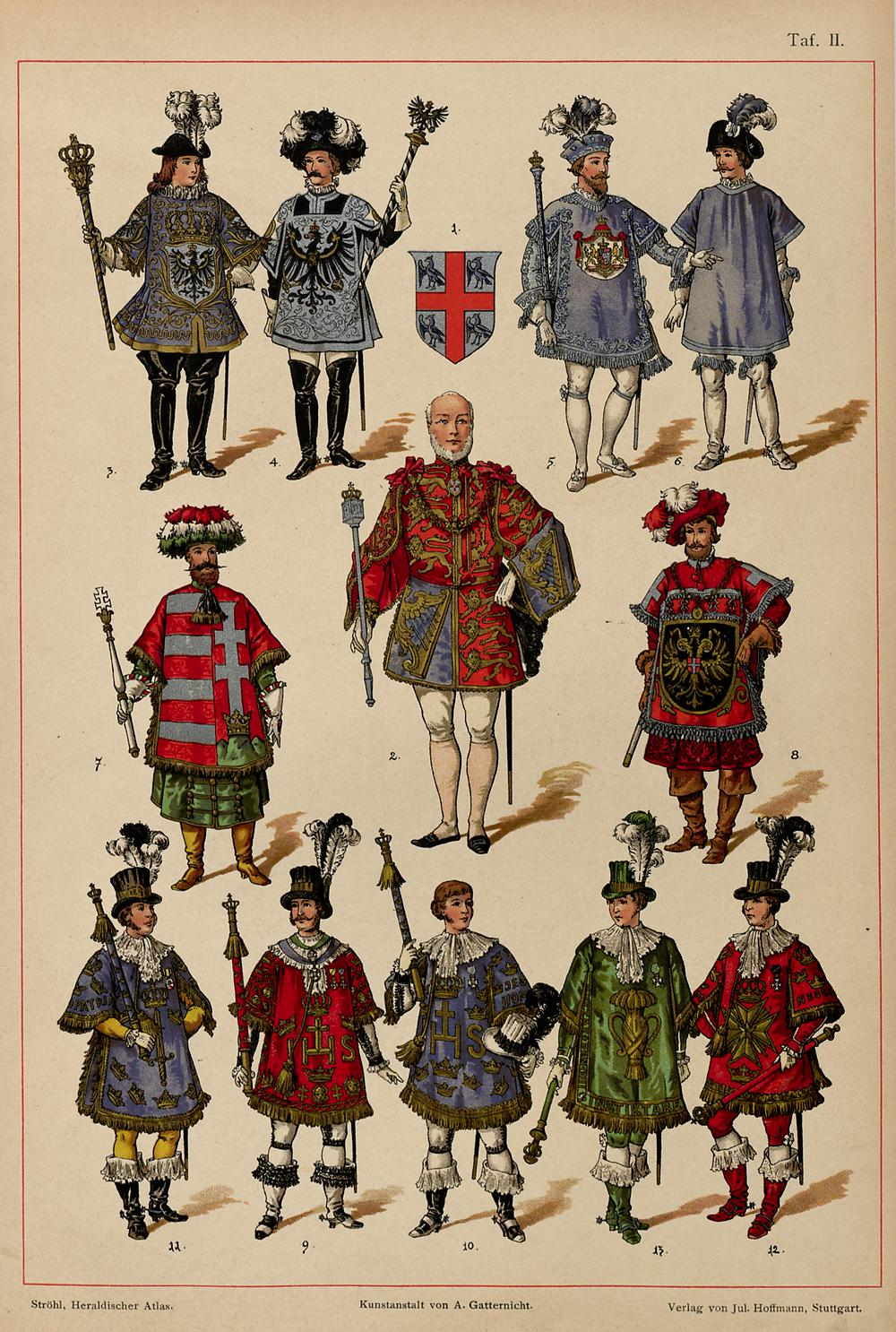
18. és 19. századi heroldok Hugo Ströhl rajza nyomán: 1. A londoni Herald's College címere, 2. Garter King of Arms, az angol címerhivatalok elöljárója, 3. a porosz Fehér Sas Rend heroldja 1890 körül, 4. porosz herold I. Wilmos 1861-es királyi koronázásán, 5. bajor birodalmi herold (1864), 6. bajor királyi perszevant 1870 körül, 7. magyar királyi herold I. Ferenc József 1867-es koronázásán, 8. Bécs császári birodalmi fő- és székváros heroldja 1880 körül, 9. svéd királyi birodalmi herold, 10. a Svéd Királyság Rend heroldja (Szerafinrend), 11. a svéd Kardrend heroldja, 12. a svéd Nordsternorden heroldja, 12. a svéd Wasa-rend heroldja.

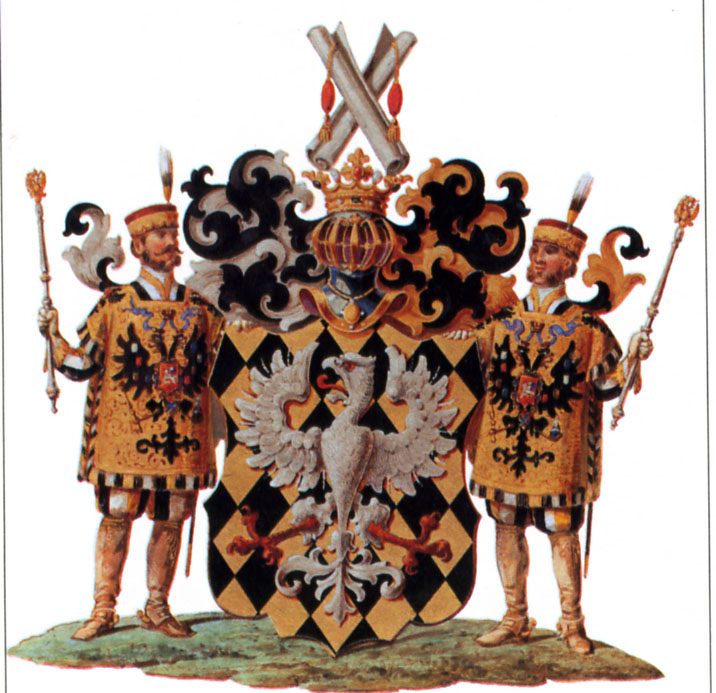
Orosz birodalmi heroldok, mint az Orlov család címerének pajzstartói

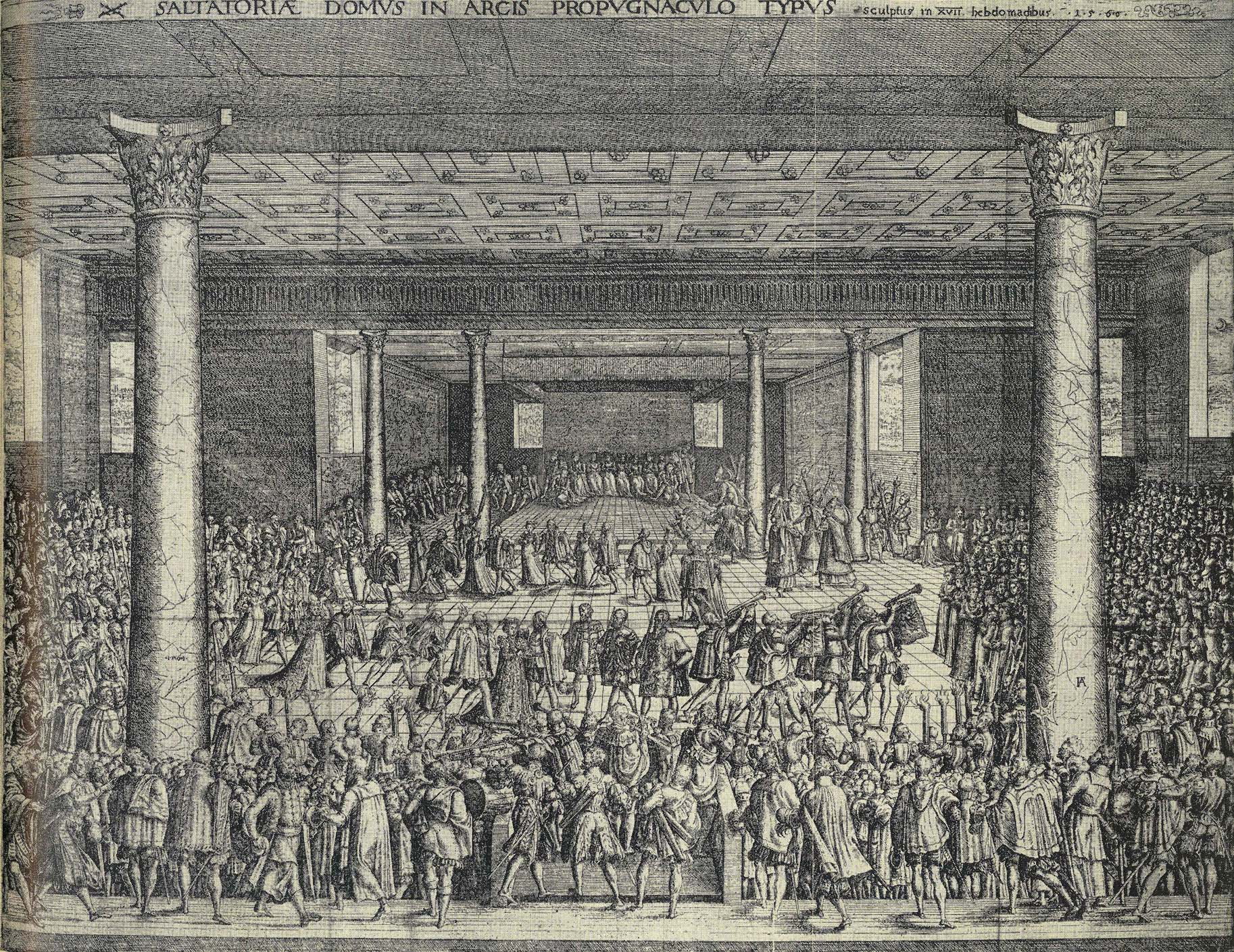
Ünnepély I. Ferdinánd bécsi udvaránál

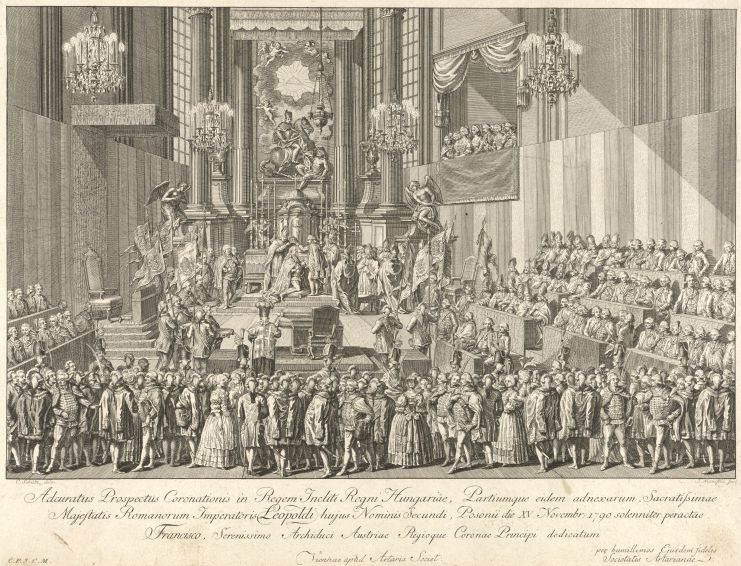
II. Lipót koronázása

1170 körül már Chrétien de Troyes is említi a bajvívásokon a heroldokat. Feladatuk a pajzsok felismerése. Végül ők ajánlották a lovagoknak, hogy milyen címert viseljenek és ellenőrizték a maguk alkotta heraldikai szabályok betartását.
Kezdetben (a 12. század végén) még a vándor"kóklerek" (de: Gaukler) és mutatványosok (de: Spielleute) közé tartoztak Burgundiában is. A 15. századi udvari rendelkezések értelmében a "címertiszteket" (officiers d’armes) közvetlenül a trubadúrok (menestrels) és trombitások (trompettes) mellé sorolták be az udvari hierarchiában. A heroldok eredetileg valószínűleg olyan címerköltők vagy trubadúrok voltak akik címerekre specializálódtak. Kezdetben csak a francia románcokban olvashatunk róluk a lovagi tornák kapcsán. A 13. század végén a történeti források ritkán már név szerint is megemlítik a heroldokat, de gyakran keverik össze a trubadúrokkal. A két csoport közötti érdekellentét rivalizáláshoz vezethetett, mert a heroldok több pénzt kerestek uruk szolgálatában. Ezért számos trubadúr írt becsmérlően a heroldokról.
A középkori Franciaországban és Németországban több száz herold működött, Angliában kevesebben voltak: a királynak, a mágnásoknak és a gazdagabb lovagoknak voltak heroldjai. Idővel külön céhes szervezetet alkottak és belső hierarchiát alakítottak ki. 1406-7-ben a francia királyi heroldok megszerezték a párizsi Saint-Antoine le Petit kápolna használatának jogát és kötelező szabályok elfogadásával testületet alkottak. Az angol heroldok III. Richárd 1484-es adománylevele után a londoni Cityben megszerezték a Coldharbour szálláshelyet, mely ma Címerhivatal (College of Arms) néven ismert. A lovagi tornák megszűnése és a középkor után a heroldok állása elvesztette a jelentőségét. Ezen intézmény a legtovább a bécsi császári udvarban maradt fenn. A 17. és 18. században heroldnak nevezett személyek (de: "ausgekleidete" Herolde 'beöltözött heroldok') tetszés szerint kinevezett hivatalnokok voltak, akik öltözéke és tisztsége csak szimbolikus jelentőséggel bírt. Számos országban még a 18. században is csak alkalmilag kinevezett személyek töltötték be ezt a hivatalt, melynek nem sok köze volt az eredeti tisztséghez. Feladataik egyre inkább más udvari hivatalok hatáskörébe mentek át. A 18. század közepén von Senckenberg báró, birodalmi udvari tanácsos azt írta, hogy a korábbi időszakhoz hasonlóan a birodalmi kancellárián egy címerfelügyelő (Wappeninspektor) is működött, de a herold feladata már nem egyezik meg elődje kötelességeivel és nem rendelkezik egyetlen címerfestő fölött sem. A Bárdossy Jánosnak 1768-ban adományozott címert – 10 forint díjazásért – Mayer Károly Ignác, bécsi festő készítette el, melyet Bisztriczey László címerfelügyelő hagyott jóvá.
A fejedelmi udvarok bürokratikus szervezetén belül kialakultak a heroldi hivatalok (melynek a perszevantok is tagjai voltak) és a heroldok már csak ünnepi alkalmakon, főleg koronázásokon jutottak szerephez. A 15. században korlátozták a címerek szabad használatát és az udvar igyekezett kisajátítani a címeradományozás és -nyilvántartás folyamatát, ami Angliában teljes mértékben megvalósult. Az újkorban a rang- és címerügyek intézésére külön heroldhivatalokat állítottak fel, mint 1808-ban a bajorországi birodalmi, 1836-ban orosz ellenőrzés alatt a lengyel királyi (Heroldia Królestwa Polskiego), 1855-ben a porosz királyi címerhivatalt. Ma is működik a németalföldi Hage Real van Armeas, a belga Conseil Héraldique, a spanyol Cronistas de Armas. Ma a köztársaságok közül Írország is rendelkezik címerhivatallal (Office of Arms), akárcsak Svédország, Finnország és Dánia, míg Franciaországban és más országokban nincs címerhivatal. A tengerentúli heraldikai intézmények közül említést érdemel a Canadian Heraldic Authority és a dél-afrikai State Herold. Németországban a kommunális heraldika fölött az egyes tartományok belügyminisztériuma gyakorol felügyeletet. Máshol a parlament vagy a kormány mellett működnek heraldikai bizottságok. A 20. századi Ausztriában még létezett a "Bécs, császári birodalmi és székesfőváros" (kaiserlichen Reichshaut- und Residenzstadt Wien) heroldja cím.
Nemes emberek csak a 16. századtól vállaltak heroldi hivatalt. Az egyik első nemes a bécsi udvar magyar királyi heroldja, Johann von Francolin, burgundiai nemes volt.

## Feladataik
A herold szó ősi ófelnémet alakja, a hariwald, heriowalto (de: Heer 'hadsereg' és walten 'intézkedik, működik, igazgat') a hadsereg igazgatására utal (Tacitusnál szerepel Chariovalda személynév). Ez az ófrancia héralt, francia héraut szó közvetítésével terjedt el. Hugo Ströhl szerint a germánoknál olyan tisztségviselő volt, aki ismerte az összes törzsfő és nemzetség szimbólumait. A heroldok funkciója az évszázadok során változott. Fejedelmek és fejedelemnők, tornaegyesületek, városok szolgálatában álltak. Tudniuk kellett írni és olvasni. Feladatuk eredetileg a viadalok helyszínének kihirdetése, majd a címerek megtervezése és nyilvántartása volt (név szerint kellett ismerniük a küzdő feleket), krónikákat és címerkönyveket szerkesztettek. A középkori csatákban küldöncként szerepeltek, majd a csata után a címerek alapján azonosították az elesetteket. Genealógiai kutatásokat végeztek: vizsgálták a nemesek leszármazását, megállapították a tornaképességet (de: Turnierfähigkeit), értelmezték a címer jelképeit. Közreműködtek ünnepi alkalmakon, ellenőrizték az udvari szertartásokat, esküvőket, temetéseket szerveztek. Feladatuk volt a bajvívás és a lovagi torna kihirdetése és lebonyolítása, a címerszemle (de: Wappenschau) lebonyolítása a tornákon, a résztvevők meghívása, neveik kikiáltása, bírói feladatok ellátása, a győztes kihirdetése. Háború és béke idején immunitással felruházott parlamenteri, futári, követi és diplomáciai megbízatásokat teljesítettek, kihirdették a háborút, a nemesek közti viták döntnökei voltak, közreműködtek a Lovagi Bíróságon (mely Angliában még ma is létezik). A harcban sohasem vettek részt és a sérthetetlenséget élveztek. A saját kora számára irányadó heroldi jogokat és kötelességeket V. Alfonz, aragon király (1416-1458) heroldja, Jean Courteois foglalta írásba.

## Öltözékük

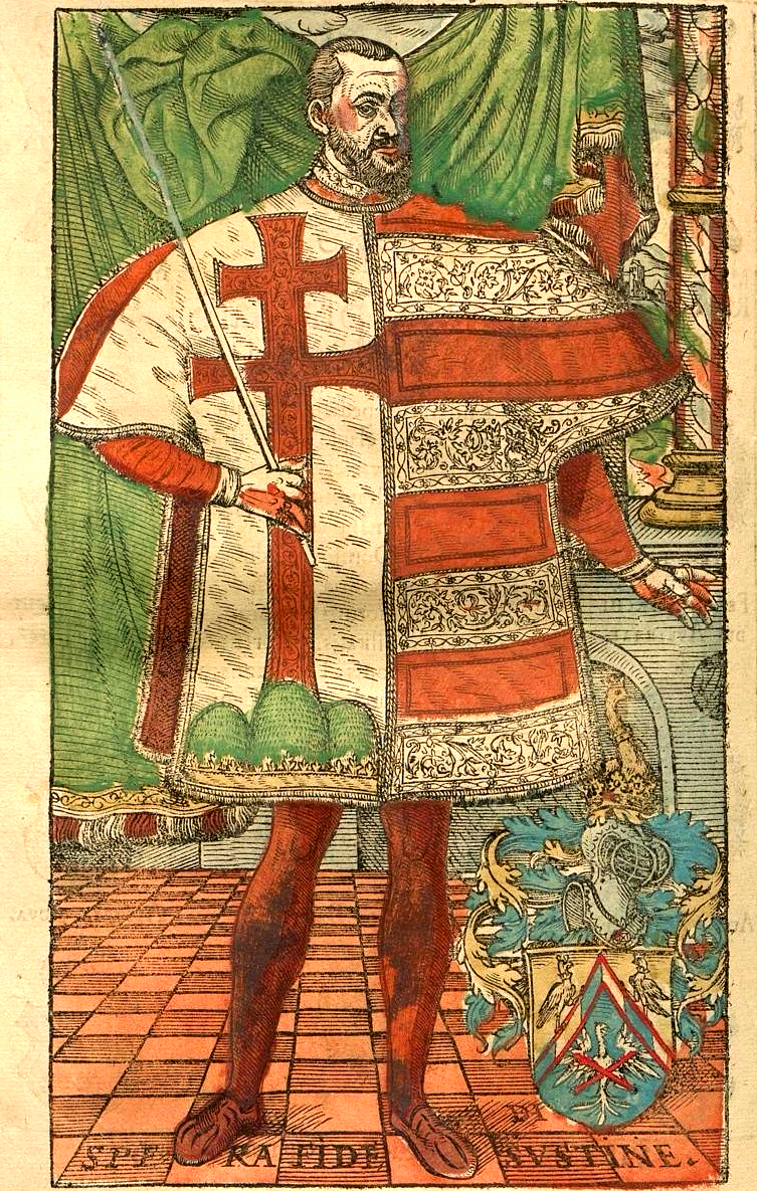
Johann von Francolin mint a magyar király heroldja, metszet a Rerum praeclare gestarum intra et extra moenia munitissimae civitas Viennensis című művéből, (Bécs, 1560)

A heroldi tisztség a 13. században jött létre. A heroldok fegyvertelenek voltak, mert külön kiváltságokkal rendelkeztek. Az 1292-es Statutum Armorum, a lovagi tornák új szabályzatának összefoglalása, előírta, hogy a címerkirályok (vagy heroldkirályok) és trubadúrok csak tompa fegyvert viselhetnek rejtve és a címerkirályok csak címeres felsőinget (tabard, dalmatika, cs: tabard, dalmatika) viselhetnek. Ez a papi köntös vagy az uralkodók (különösen koronázási) ünnepi öltözéke mintájára egy külön lepel volt, rajta uruk heraldikai jelképei voltak kivarrva. (A református papok is követi vagy heroldi palástot viselnek.) Tollakkal díszített kapalpot, hivatali jelképként díszes (fehér) hírnöki pálcát vagy jogart viseltek és a vállukon a hivataluk jelvényével díszített láncot hordtak. A herold általában lovon járt, érkezését az előtte haladó libériás trombitások jelezték, akik általában a heroldok segédei voltak vagy a szolgái mentek mögötte, miként az egy 1524-es ábrán is látható. A birodalmi heroldok nagy tekintélyben álltak. Méltóságukat öltözékük és jelvényük, az aranybot is kifejezte. Németországban az összes herold címzése nemes és tiszteletreméltó (Edel und Ehrenvest) volt.

## Hierarchiájuk

### Szervezeti hierarchia
A heroldi tudománnyal az ún. heroldia-egyesületekben, heroldiákban (cs: heroldie) foglalkoztak, melynek legalsó foka a lovas hírnök, majd a perszevantok csoportja volt. A heroldok és perszevantok fölött a címerkirály állt. Az első heroldiát 1406-ban VI. Károly francia király hozta létre. Angliában az első heroldok már 1170-ből ismertek de csak III. Richárd állapította meg jogaikat és kötelességeiket 1484-ben egy lovagi torna alkalmával. Békében a heroldia a királyi főszállásmesternek (en: Marshall, cs: maršálek) volt alárendelve, háborúban a sereg fővezérének. A címerkirályoknak és később a heroldia minden tagjának volt saját hivatali neve, melyet az ország nevéből, a hivatali területekből, a címer- és rendjel-képekből, esetleg a címer színeiből, a jelmondatból vagy jelvényekből vezettek le. A heroldiák fenntartása a szuverén uralkodók és főurak kiváltságai közé tartozott. Feladatuk idővel változott. A 16. századtól már csak a királyi udvarokban voltak heroldiák. Máig tartó feladatuk a koronázások, országgyűlések, királyi esküvők és temetések, valamint más alkalmi szertartások megszervezése, címerek adományozása és a lovagrendek tagjainak felvétele (de csak a királyi heroldok által), továbbá hivatalos értekezés heraldikai és genealógiai ügyekben.
- címerkirály: Egy-egy tartomány fölött gyakorolt ellenőrzést.
- herold: a címerkirály segítője. A herold fogalmat a németben először az 1356 és 1395 közt működő osztrák címerköltő, Peter Suchenwirt használta, mely ekkoriban kezdi felváltani a (címer)apród (Knappen von den Wappen) fogalmat. A heroldok hamarosan heroldiákba (de: Heroldien) tömörültek. Az adott heroldia vezetője a címerkirály volt. Neki voltak alárendelve a heroldok és a perszevantok.
- perszevant: a herold segéde
- apród: a 13. század közepétől segédi tisztséget kaptak a lovagi tornákon és a heroldok elődei voltak
- fullajtár: a címerekkel kapcsolatban álló tisztviselők alsó rétegére alkalmazható összefoglaló elnevezés. Ide sorolható (kb. 1180-tól) a:
  -     - kikiáltó (fr: crogierare , kroijiraere, grôjeraere), a német "Fahrenden" nevű mutatványosok (Spielleute) egyik rétege. Valamivel felettük álltak a:

  - küldöncök (garciones, de: Garzun, fr: garçon). A németben ugyancsak a 'vándornépség' ("Fahrenden") közé tartoztak és nem rendelkeztek kiváltságokkal.

A 13. század végén a kikiáltók (crogierare) és küldöncök (Garzun) már csak szórványosan szerepelnek. Helyüket a (címer)apródok vették át. Magyarországon azonban az ő utódaiknak tekinthetők a fullajtárok, trombitások és dobosok a főurak kíséretében.

### Területi hierarchia

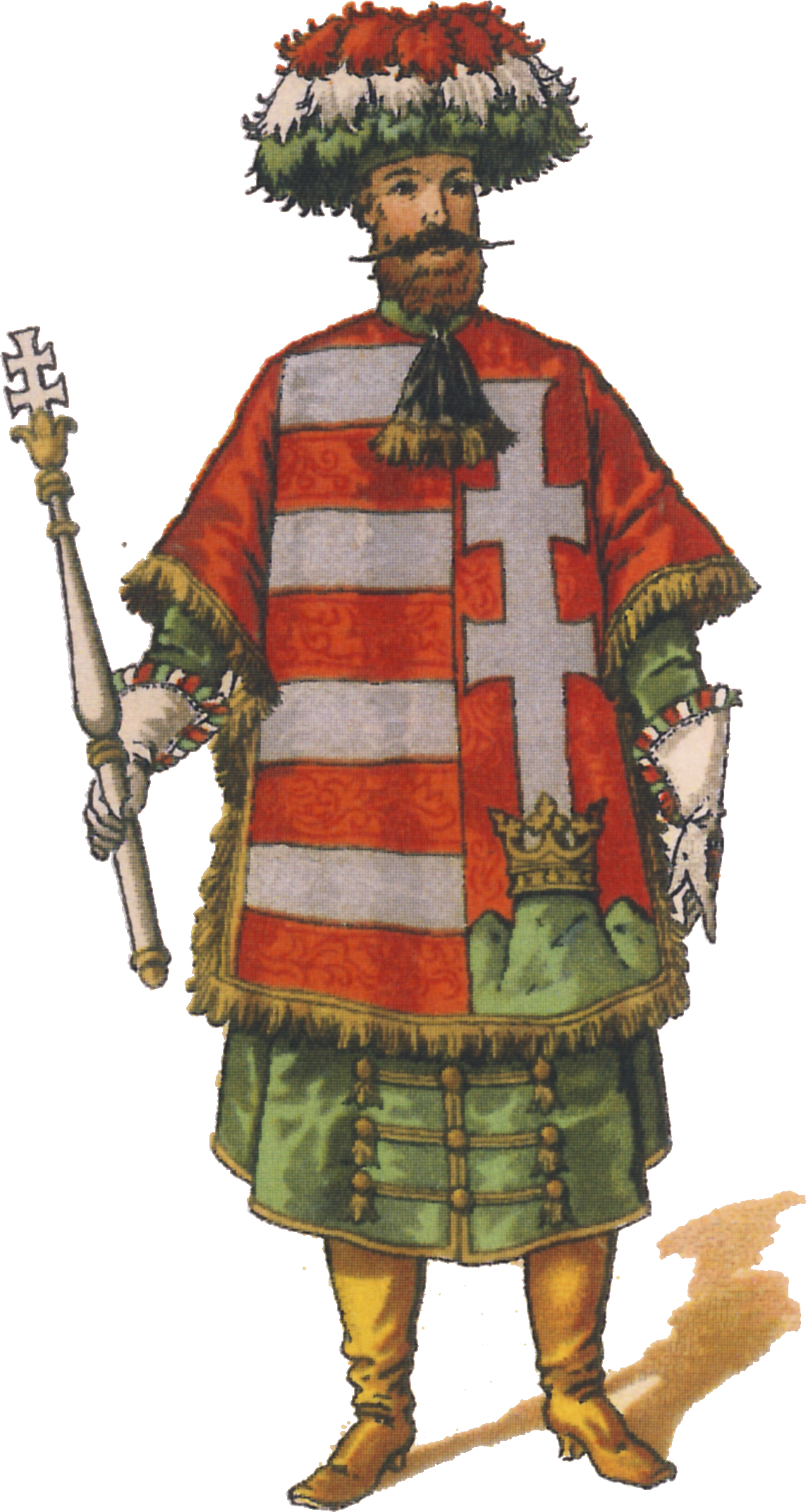
Magyar herold

A 15. század elején jött szokásba, hogy a heroldok és a perszevantok hivatali nevet vettek fel, melyek Németországban a 16. század elején kimentek a használatból.
A középkorban a nyugat-európai heroldok körülhatárolt hivatali területe a marches (de: Wappenkönigreiche) volt. Antoine de la Sale szerint Nagy Károly birodalma nemességét a Rajna által két részre osztotta "Ruyers" és a "Poyers" elnevezéssel, és hasonnevű címerkirályokat állított az élükre. Ez a lovagi tornák területi beosztására szolgált. Az elsőhöz a német, a másodikhoz a gall nemesség tartozott. Később a Royers tartományból lett Franciaország 12 címertartománya. A 15. század közepe táján a Ruyers tartományhoz csak Németalföld és a nyugatra fekvő szomszédos Rajnán-túli területek tartoztak. A Poyers tartomány három tornatartományra oszlott: Poyers, Aquitánia és Champagne. Ezek területi alapon szerveződtek és 12 marchesre oszlottak.
Skócia címerkirálya a Lyon King of Arms. Hivatala a 14. századig nyúlik vissza. Az alája tartozó heroldok hivatali neve »Marchmont«, »Rothesay« és »Albany«, a perszevantoké »Dingwall«, »Unicorn« és »Carrick«. Angliában három címerkirály van, a »Principal Garter King of Arms«, a Térdszalagrend címerkirálya, akit először 1415-ben neveztek ki, »Norroy« a Trent folyótól északra fekvő területek címerkirálya és »Clarenceux«, az említett folyótól délre illetékes címerkirály. A heroldok területi neveket viseltek: 38 viselte a »Chester«, 43 a »Lancaster«, 39 a »Richmond«, 28 a »Somerset«, 41 a »Windsor«, 38 a »York« nevet. A perszevantok különféle címerjelekről kapták a nevüket: 47 viselte a »Bluemantle«, 36 a »Porticullis«, 37 a »Rouge Croix«, 50 a »Rouge Dragon« nevet. Ezeken kívül a címerek felülvizsgálatára rendkívüli heroldokat és perszevantokat is kineveznek.

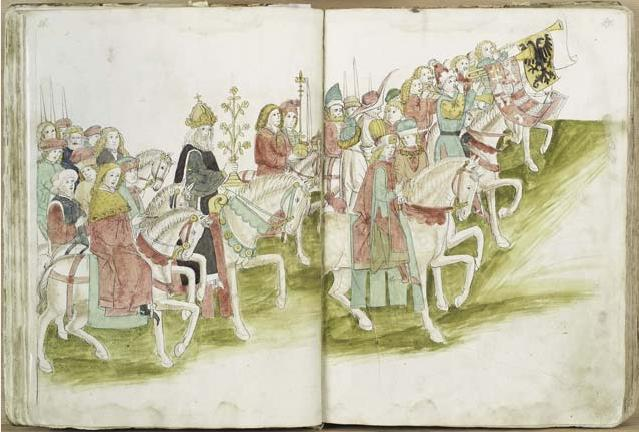
Zsigmond bevonulása a konstanzi zsinatra birodalmi és magyar trombitásokkal. Überlingen, 1465 körül. New York Public Library, Astor, Lennox and Tilden Foundation

Csehországban kevés forrás áll rendelkezésre a heroldokról. Területi beosztásuk ismeretlen, valószínűleg az udvari kancellária tagjai voltak. A Csehországból származó cseh heroldok középkori hivatali neve Beheimerland volt. Lengyelországban már a középkorban is létezett a heroldi tisztség. A 14. század végén és a 15. elején több herold neve is ismert II. Jagelló Ulászló lengyel király (1386-1434) udvarából. Az első dokumentálható herold valószínűleg Swieszko volt, akit egy 1395-ös kiváltságlevél említ, melyben 80 grzywna (régi pénzegység) jutalomban részesül Iskrzyna Wola faluban, Sandomierz mellett. További két herold, a királyi főszállásmesternek (pl: Marszałek dworski, en: Marshal) alárendelt Jasko (János) és Wawrzyniec (Lőrinc) Polanlant nevét említi meg egy 1403-as forrás, melyben a nevezettek a sóbányák jövedelméből részesülnek (de a pontos feladataik nem ismertek). Eszerint a lengyel udvari heroldok hivatali neve Polantlant volt, mely (németes képzéssel) ugyanúgy az ország nevéből származik, mint más hivatali középkori nevek: Claes Heijnen, Gelre heroldja; Beyeren, Bajor Albert heroldja; Meissenland, a meisseni őrgróf heroldja; Preussenland, a Német Lovagrend nagymesterének heroldja. Talán ilyen heroldi hivatali név lehet Klingsor von Ungerlant, a rejtélyes 13. századi magyarországi trubadúr neve is. A horvát királyi perszevantok hivatali neve 1440 körül Krabatland volt, Horvátország régi nevéből.
A világi lovagrendek is tartottak heroldot vagy címerkirályt. Az Aranygyapjas rend heroldkirályának ábrája az Adler XIII. évfolyamának 4. lapján látható.

## Magyar heroldok

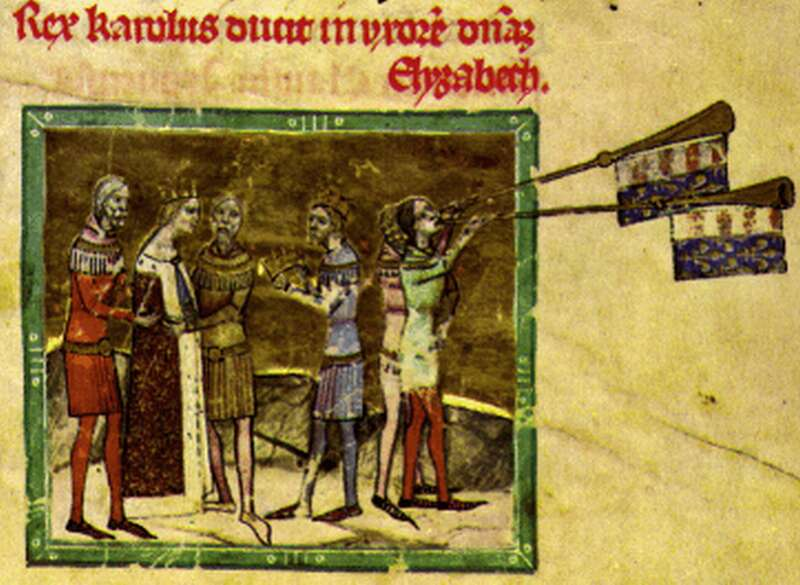
Trombitások a Képes Krónikából

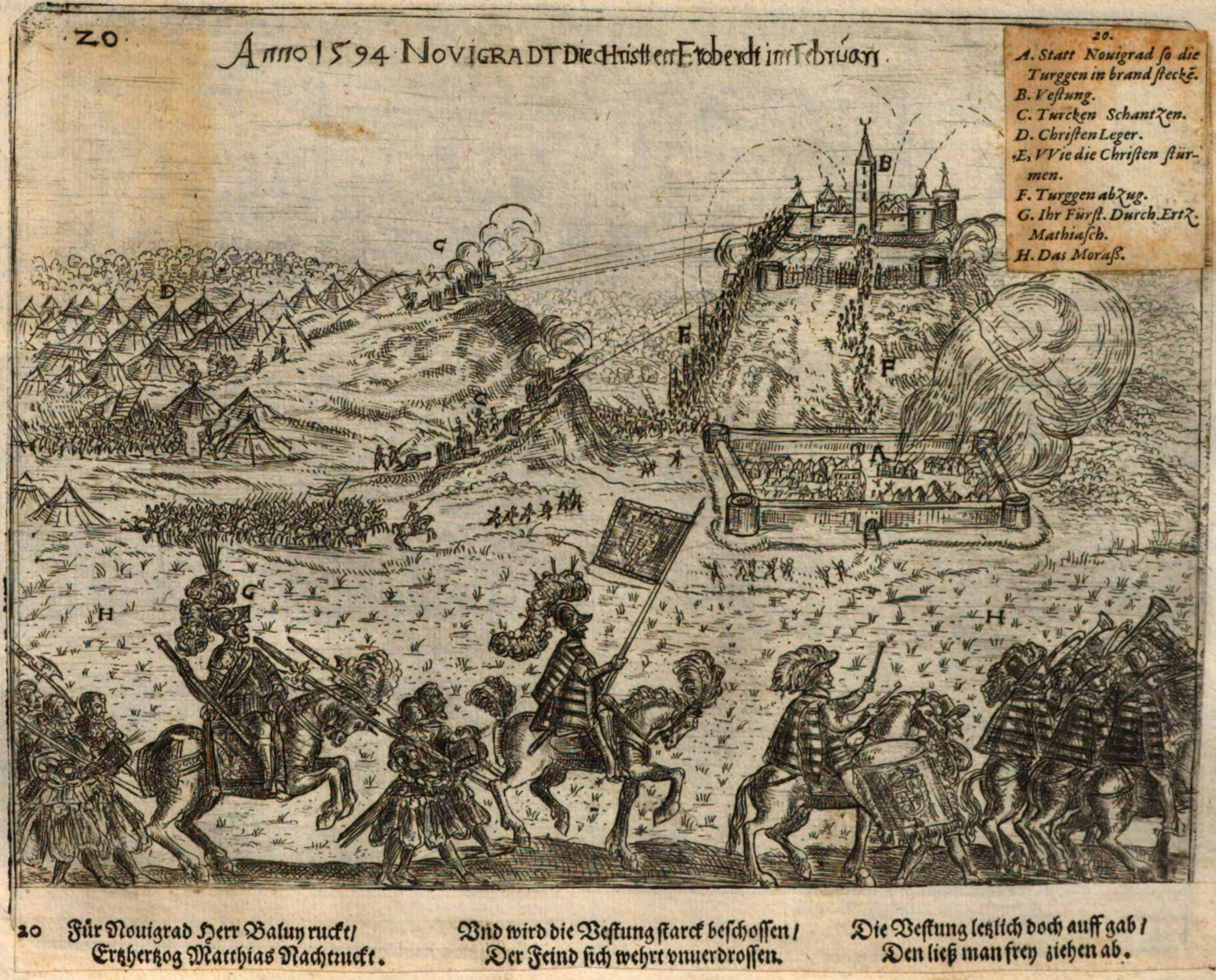
Metszet Nógrád 1594-es ostromáról. Lóháton a fővezér, Mátyás főherceg, előtte magyar címeres palástban trombitások, dobos és zászlótartó vonul.

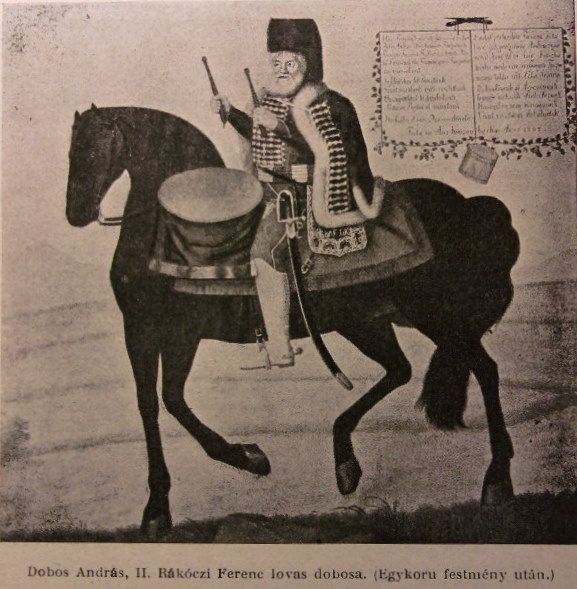
Dobos András Rákóczi dobosa

A herold elődje eredetileg kikiáltó volt, aki ura előtt járt vagy lovagolt. Erre utal a régi fullajtár kifejezés is, melynek jelentése királyi követ. Ez a német "Vorreiter" (előlovas) szóból származik. Hasonló kifejezések léteznek a régi szerb-horvátban, a csehben, szlovákban, lengyelben, oroszban, melyek részben magyar közvetítéssel jutottak ezen nyelvekbe.
A 12. és 13. századi trubadúrköltemények szerint ha egy tornán egy új lovag jelent meg, egy heroldnak ki kellett hirdetnie. Eközben trombitákat és kürtöket is használtak, ezért a korabeli Németországban ezt a címer kikürtölésének (Wappen ausblasen) is nevezték. (Lehetséges, hogy a magyar kikürtöl, kidobol kifejezés is a lovagi kultúra hagyatéka.) A Képes Krónika egyik miniatúráján (1360 k.), mely Károly Róbert esküvőjét ábrázolja Erzsébettel, Łokietek Ulászló lengyel király leányával, két trombitás látható hosszú trombitával, rajta a király zászlójával. Az előlovasok (trombitások és dobosok) gyakran szerepeltek a magyar főurak kíséretében és udvartartásában is, akik ünnepi alkalmakkor (országgyűlés, házasság, keresztelő, hadba vonulás) reprezentációs feladatot kaptak. (A "síppal, dobbal, nádihegedűvel" való gyógyítás ősi sámánszertartás is volt.) Apor Péter leírása szerint (1736) gróf Apor István († 1704) három trombitást tartott, száz-száz forint évi fizetéssel és napi három ejtel bor juttatással. Ugyancsak ő írta le a gazdag magyar úrfiak darutollas süvegét, lódingját, tarsolyát, ezüstkengyelét, gyémánttal, rubinnal vagy smaragddal kirakott aranysarkantyúját, vörösre festett, köves, göngyös szerszámú, arannyal szövött takarójú lovát, annak homlokán drága "medályba" rakott három, néha két darutollal. Őt kísérték sastollas, ezüst vagy aranygombos párduc-, tigris- vagy farkasbőrös szolgái, akik "fútták az töröksípot, trombitát". II. Rákóczi Ferenc híres udvari dobosa Dobos András volt, aki gróf Bercsényi Miklós szolgálatában is állt, majd 1707-ben az Andrássyakhoz szegődött és öreg koráig náluk szolgált. Egy 1747-ben készült festmény teljes díszben, lóháton ábrázolja a vén dobost. Nádasdy Ferenc (1555-1604) 70-80 főből álló sárvári udvartartásának népe naponta 14 asztalnál étkezett. Udvarának tagja volt a vándornyomdász Manlius, Gabelmann Miklós történetíró, Tinódi Lantos Sebestyén és számos nemesi ifjú is nevelkedett nála, akárcsak más főuraknál. Voltak saját síposai és hegedűsei, de szívesen fogadott vándormuzsikusokat is. A 17. században Nádasdy Ferenc udvarának 11 trombitásán kívül ismert az Esterházyak 9 és Thököly 15 trombitása. Nagy Zenekara volt Bethlen Gábornak, I. Rákóczi Ferenc udvarában három trombitásról és négy trombitás inasról, valamint török és lengyel síposról, négy sípos inasról, két hegedűsről, dudásról, virginásról és orgonistáról van tudomásunk. Ezen zenészek részben az udvari reprezentációs személyzet részét is képezhették.
Ha egy főúr a (vesztes) csata után dobosok és trombitások nélkül, "lomposan" vonult be a városba, gúny tárgya volt a kortársak szemében. Forgách Zsigmond felső-magyarországi főkapitány egy kortárs prédikátor beszámolója szerint 1611-ben Szeben alól menekülve "rút, zsírködmönös voltával, kopják nélkül, trombitálás és dobos nélkül" vonult be Kassára. Az 1604-es országgyűlés előtt tűzvész dühöngött Pozsonyban ezért elmaradt a szokásos ünnepi felvonulás, nem szóltak a dobok és a trombiták. Tardi György Historia Szikszoiensis (1588) című versében is említi a dobosokat: "Zöng az rézdob, harsog az sok trombita,/ Vitézmódra az seregöt biztatja:/ Jertök jobban az hitötlen pogánra -/ Velönk lészön az Istennek jobb karja!" A Nógrád 1594-es ostromáról készült metszeten a fővezér, Mátyás főherceg lóháton látható, előtte magyar címeres palástban trombitások, dobos és zászlótartó vonul. 1595-ben ágyúlövések, trombitaszó és dobpergés tudatta a gyulafehérvári templom előtt összegyűlt tömegnek Báthory Zsigmond és Habsburg Mária Kriszterina esküvőjét.
Az Annales de Nange szerint Magyarországban már a keresztes háborúk alatt is voltak heroldok, valószínű azonban, hogy ez az intézmény Anjou-korban jött létre. Ismert Herbordfi Herold cserelevele a vasvári káptalanból, 1325. május 16-ról és ennek átirata 1328. április 10-ről. Nagy Lajos király csonka herold tartotta címere a budai várpalotából, valamint ugyanonnan egy 15. századi címertartó herold töredéke került elő. Az 1974-es budavári ásatások során feltárt szoborleletek között a magyar királyok mellett a magyar heroldok is jelen vannak.
A címerhasználat terjedésével egyre gyakrabban szerepelnek a címerekkel szakszerűen foglalkozó személyek. (A Vajdaságban ma is van Gerold, Magyarországon Herold családnév.) A 14. század közepén Hertul fia Miklós "cymerarius" egy Fertő tavi vámot kapott Nagy Lajos királytól. 1415-ben, amikor Zsigmond király bevonult Perpignanba, előtte egy magyar herold vonult, kezében felfelé tartott karddal. A város lakói azt hitték róla, hogy fogoly török fejedelem. Zsigmond Königsbergi János személyében a magyarországi heroldok fölé címernagyot (címerkirályt) nevezett ki. 1457-ben V. László leánykérő követségében a francia királyhoz a Tours-i bevonuláskor "Magyarország címeres heroldja" is részt vett és a lakomán nagy számban voltak fegyveresek, heroldok, trombitások és hangszeren játszó személyek. A magyar heroldot ("le Heraut de Hongrie") Marcus Vulson de la Colombière is említi híres 1639-es művének bevezetőjében a de Coucy család címerével kapcsolatban.
Rudolf király heroldja a kassai származású Ruda János volt. A bécsi Burgban (a Schatzkammerban) őriznek egy címeres egyenruhát, melyet a 17. században a magyar herold viselt. III. Károly 1712-es koronázásán nem a magyar kancellária állította ki Magyarország heroldjait, mint korábban, hanem az udvari kancellária. A lovagi ceremóniákkal lehet kapcsolatban a Bocskai István által 1606-ban a Karácsony családnak adományozott magyar nyelvű címeres levélben olvasható „Kopia ütkezet”, „Ket emberek viadallia”, „Nemesi es vitezleo giakorlasok”, „jel kiadas”, „zazlok emelese”, „vitezleő giakorlasok”, „vízi hadak”, „gieőreo öklelesek”, „zep oltezetio pompak” stb. kifejezés is.
Herceg Esterházy Pál (1635−1713) nádor a törökökön aratott szalánkeméní diadal (1691) hálájaként párját ritkító, látványos processziót vezetett Kismartonból Máriacellbe. A celli bevonulást személyesen vezette, vele volt felesége, gróf Thököly Éva, mind a négy fiuk, a kiterjedt Esterházy família s más főúri családok tagjai. A felvonulók közt díszruhás heroldokat, muzsikusokat, énekeseket lehetett látni, több száz címeres zászló lobogott, 665 fehér ruhás leány szenttárgyú képeket, szobrocskákat vitt, a szentolvasó titkait vörös-, fehér- és aranyruhás, jelmezes alakok szimbolizálták. A hálaadó zarándoklaton 11 ezer ember vett részt és mint a nádori processzió került a történelem évkönyvébe.(143-144. l.)
Heroldok szerepelnek pajzstartóként a Pejáchevich család 1772-es grófi címerében, mely Nagy Iván leírásában (IX. 198.) a következő: „…jobbról német herold fekete talárban, sárga dalmaticába öltözve, fején arannyal szegett, vörös tollakkal díszített háromszögű német süveg, mellén koronás kétfejű fekete sas, jobb kezében fekete papírtekercset tart. Balról magyar herold sárga csizmában, vörös talárban fehér dalmaticában mellén Magyarország koronás címerével, fején kócsagtollas vörös tetejű prémes kalap, bal kezében vörös tekercset tart.”
Nagy Iván említi (I. 281.), hogy 1803-ban Bécsben Palocsay János, császári-királyi tanácsos, kancelláriai titkár és magyarországi herold október 18-án igazolta a pilisi Beleznay család nemzedékrendjét. Idővel a világi lovagrendeknek és egyes érdemrendeknek is volt heroldi hivatala. 1771-ben Klobusiczky Antal Nagy Iván szerint (VI. 280.) a magyar királyi udvari kancelláriánál "titiknok" és a Szent István Rend heroldja volt.
I. Ferenc József 1867-es koronázásán Vértessy Sándor, akkor királyi herold, később a Kuria elnöke is felvonult. Az első világháború után a nemesi ügyekkel (nemesség és címigazolás, címervizsgálat stb.) A Magyar Királyi Belügyminisztérium foglalkozott.